# Attika (Landschaft)
Koordinaten: 38° 0′ N, 23° 49′ O

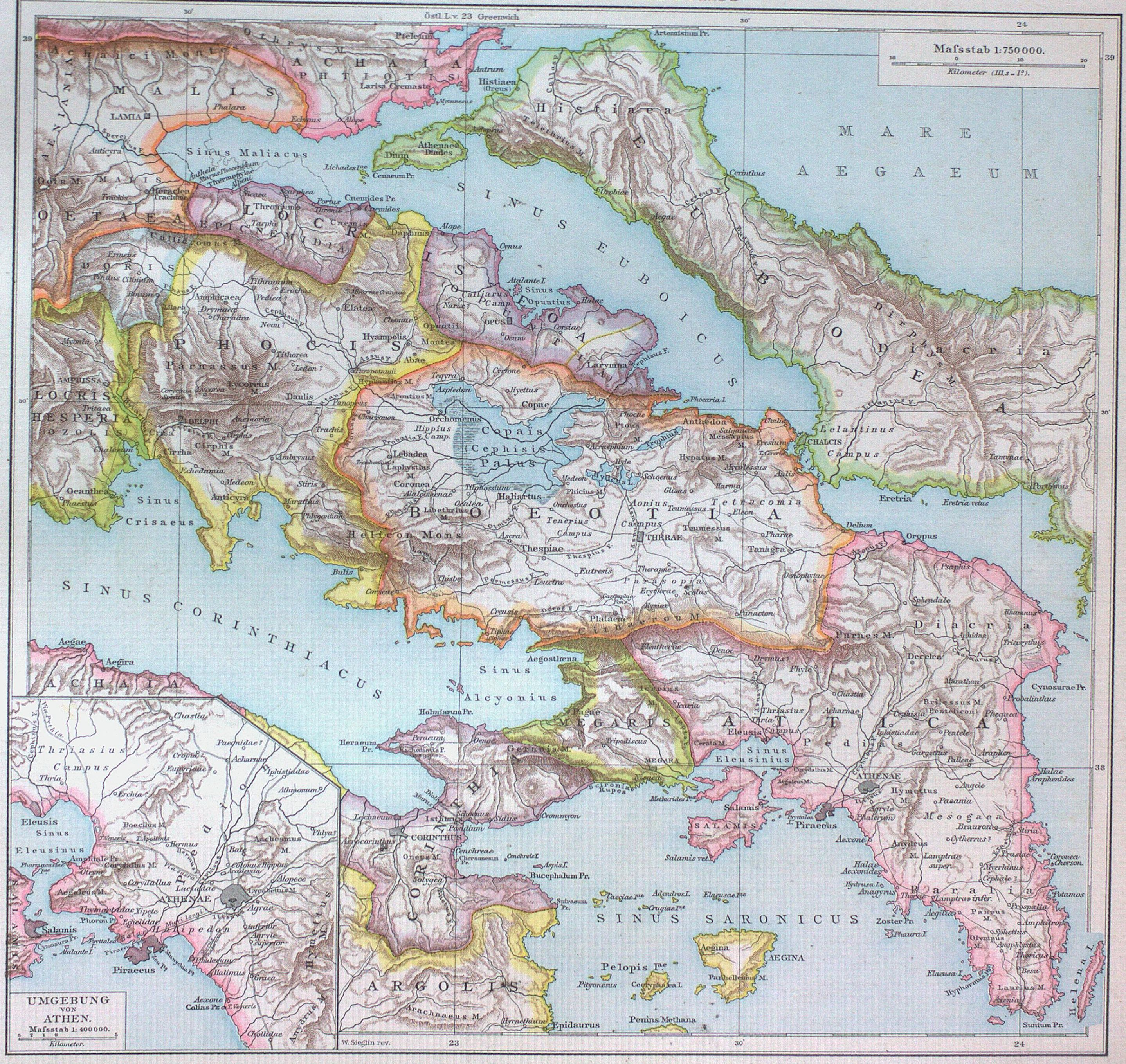
Attika in der Antike

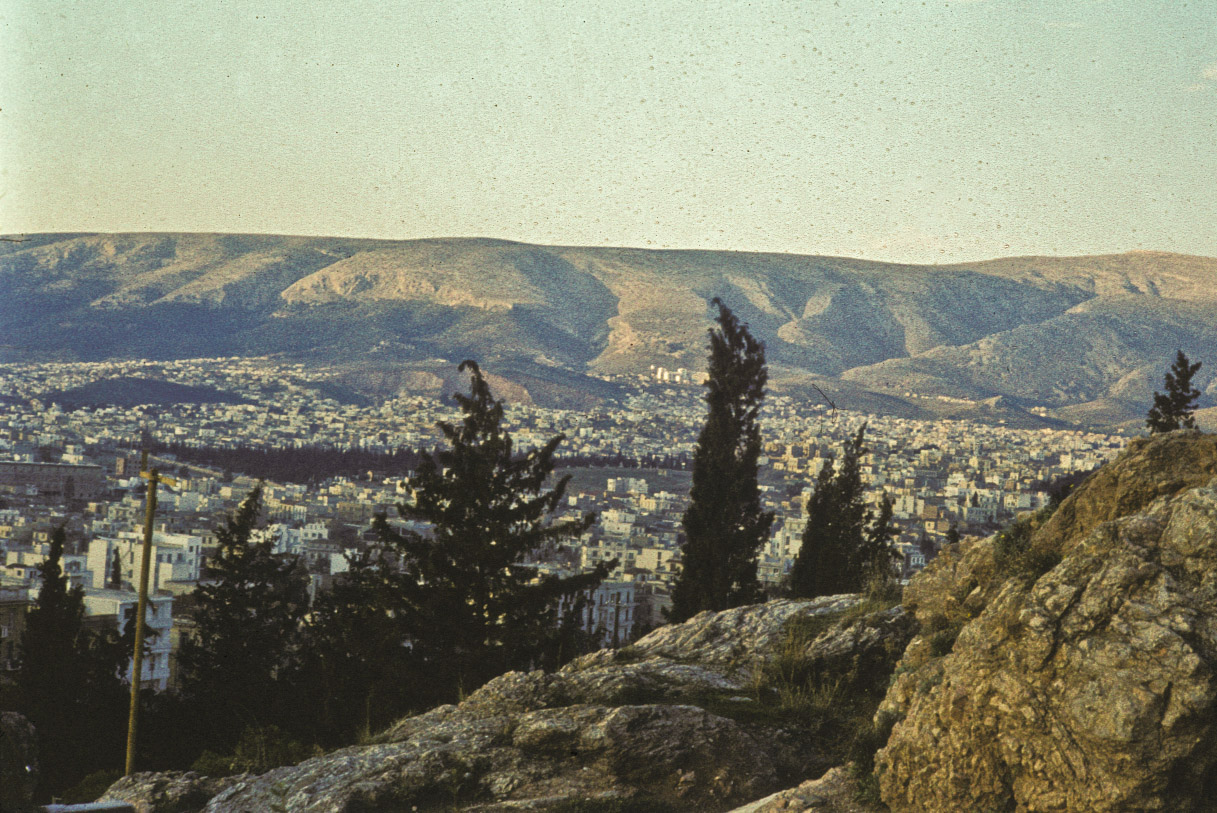
Attische Landschaft (1959)

Attika (altgriechisch Ἀττική Attikē (f. sg.)) ist eine Halbinsel und historische Landschaft in Mittelgriechenland mit dem Hauptort Athen. Sie entsprach in etwa der heutigen Verwaltungseinheit Attika.

## Name
Nach dem römischen Geographen Pausanias hieß die Landschaft zunächst Actaea. Später wurde sie zu Ehren der Tochter Atthis von König Kranaos von Athen in Attika umbenannt.

## Geographie
Attika ist eine dreieckig geformte Halbinsel, die in das Ägäische Meer ragt. Die natürliche Grenze zu Böotien im Westen bilden die Parnes und der Kithairon, insgesamt 16 km lang. Im Süden wird die Halbinsel durch das Kap Sounion begrenzt. Wichtige Orte waren der Hafen von Piräus bei Athen, Marathon im Nordosten, Eleusis im Westen und Thorikos im Osten.
Zum Westen von Eleusis hin verschmälert sich das griechische Festland in Megaris und verbindet es mit der Peloponnes und dem Isthmus von Korinth. Die Westküste von Attika, auch bekannt als Athenische Riviera, formt die östliche Küstenlinie des Saronischen Golfs. Berge teilen die Halbinsel in die Ebenen von Pedias, Mesogeia und die Thriasianische Ebene. Die Gebirge und Berge Attikas sind der Hymettos, der östliche Teil der Bergkette Gerania, der Parnitha (der höchste Berg Attikas), der Egaleo und der Pendeli. Das Mesogeia liegt östlich des Hymettos und ist begrenzt durch den Fuß des Pendeli, im Osten durch den Golf von Euböa und den Merenda, im Süden durch die Berge von Laurion.
Die besonderen Lichtverhältnisse von Attika werden als attisches Licht bezeichnet.

## Bevölkerung
Die Gesamtbevölkerung betrug am Ende des 4. Jahrhunderts etwa 169.000 Einwohner. Dabei handelte es sich um 84.000 Bürger, 35.000 Metöken und 50.000 Sklaven.

## Gesellschaft
Während der mykenischen Zeit lebten die Einwohner Attikas in autonomen, landwirtschaftlichen Gesellschaften. Die Hauptplätze, an denen prähistorische Relikte gefunden wurden, findet man unter anderem in Athen und Marathon. All diese Siedlungen florierten in der mykenischen Zeit. Bis zum 6. Jahrhundert v. Chr. lebten aristokratische Familien in den Vororten Athens etwa auf dem Hügel Kolonos.
In der Region wurde das Attische Talent als Zahlungsmittel verwendet. Zudem wurde Attisches Griechisch gesprochen, was später in der Bewegung des Attizismus verklärt wurde. Nach der Landschaft sind zudem die zehn Attischen Redner benannt.

## Verwaltungseinheiten

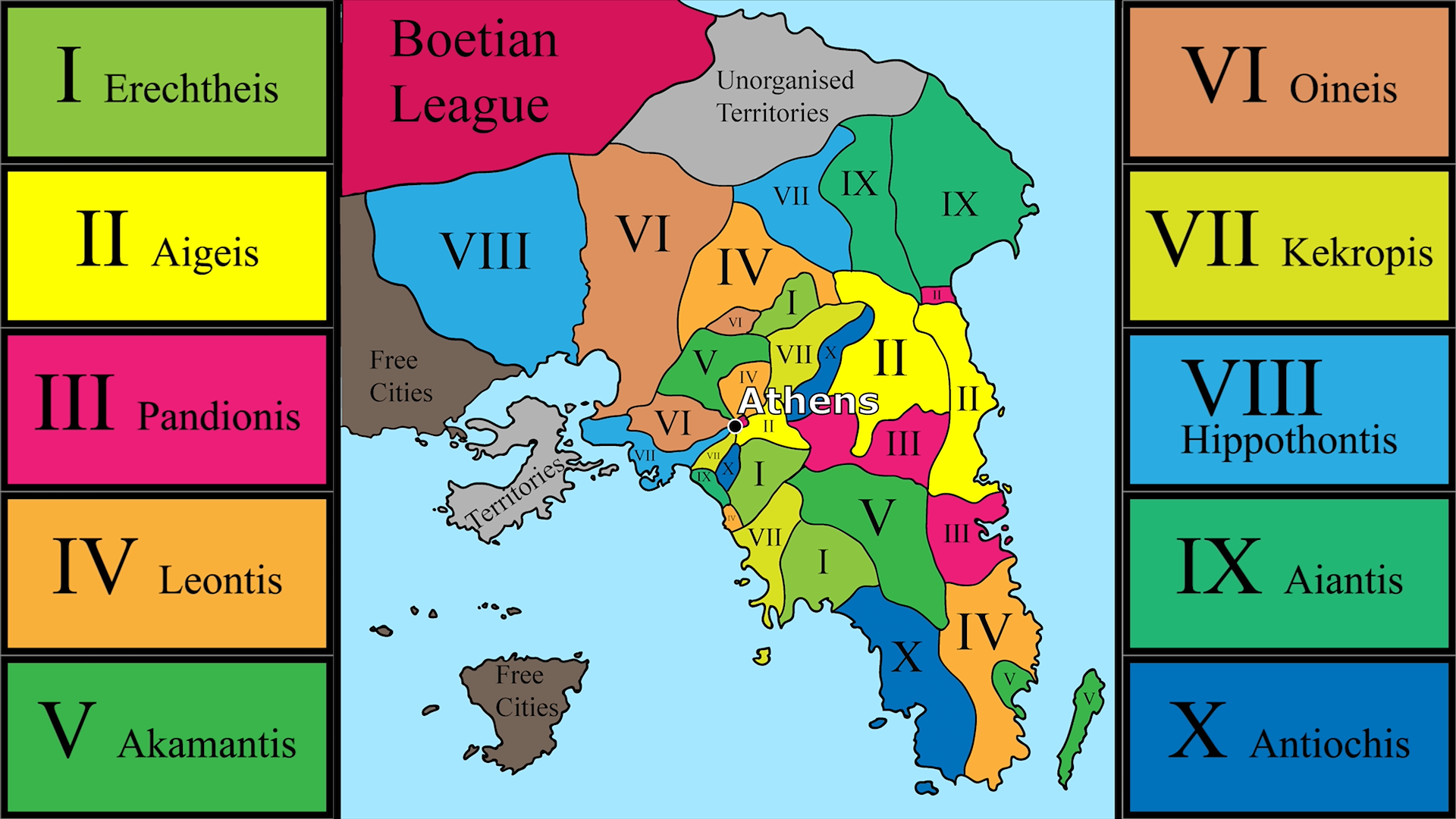
Stämme in Attika

Nach der Peisistratiden-Tyrannis und den von Kleisthenes durchgeführten Reformen verloren die lokalen Gemeinschaften ihre Unabhängigkeit und unterlagen der Zentralregierung Athens. Als ein Ergebnis dieser Reformen wurde Attika in etwa 100 Gemeinden, die Demen, und zusätzlich in drei größere Sektoren unterteilt:
1. Die Stadt, die die Gebiete um die Innenstadt Athens, den Hymettos, die Gemeinde Egaleo und den Fuß der Parnes umfasste.
2. Die Küste, die die Gebiete zwischen Eleusis und Kap Sounion beherbergte.
3. Das Gebiet um Athen herum, das von den Menschen nördlich des Berges Parnitha und Pendeli und das Gebiet östlich des Hymettusgebirges in der Ebene Mesogeia bewohnt wurde.

Hauptsächlich lebten in jeder bürgerlichen Einheit zu gleichen Teilen Städter, Fischer und Bauern. Ein Drittel jedes Sektors bildete einen Stamm. Folglich zählte Attika 10 Stämme.
Während des Peloponnesischen Krieges wurde Attika besetzt und einige Male von den Lakedaimoniern überfallen.

## Festungen

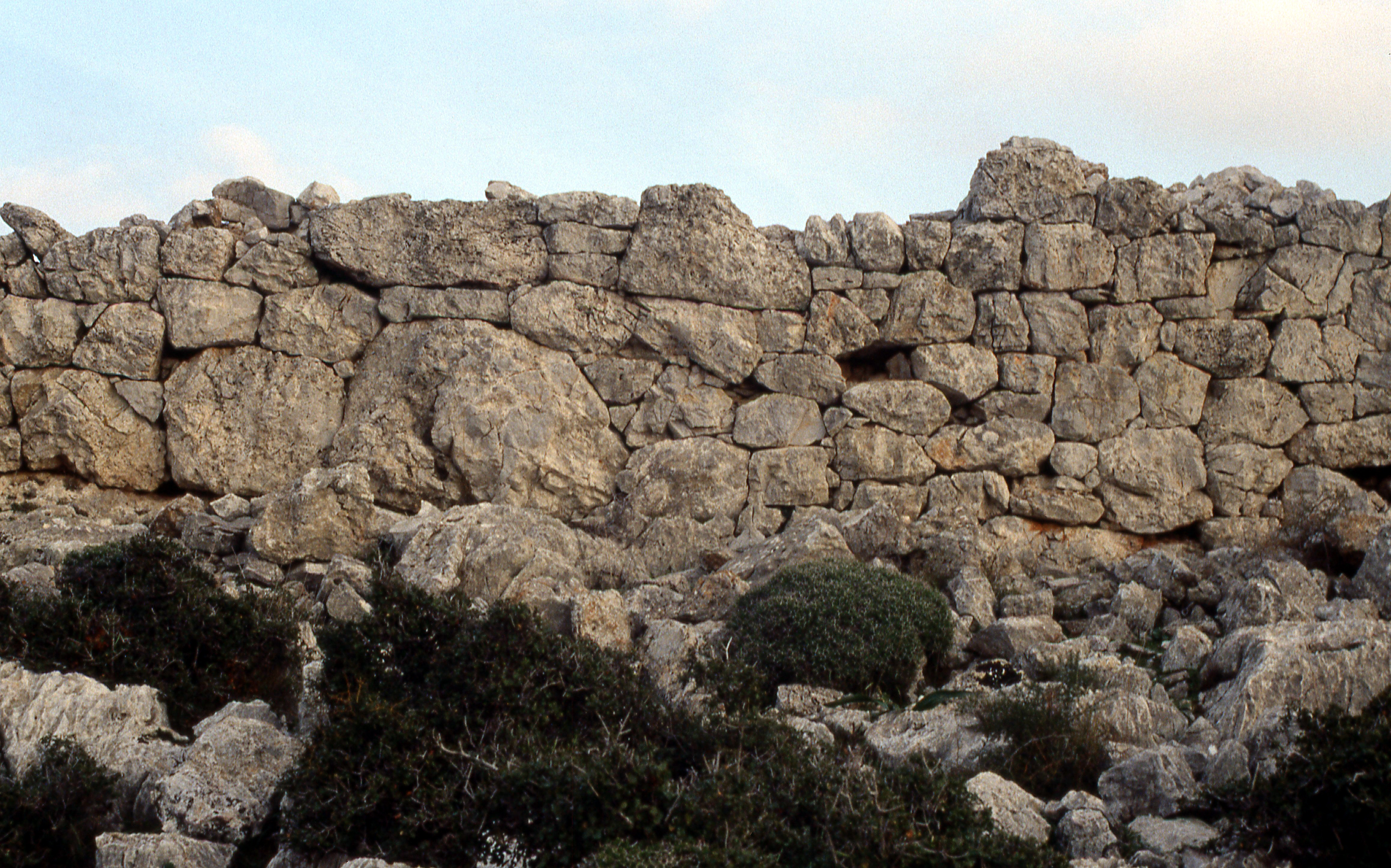
Wallanlage bei Dema zum Schutz von Eleusis

Während der klassischen Periode wurde Athen durch die Festung von Eleutherai geschützt, die gut erhalten ist. Andere Festungen waren die von Oenoe, Dekeleia und Aphidnai. In der dritten Phase des Peloponnesischen Krieges wurde die Festung von Dekeleia von den Lakedaimoniern erobert und verstärkt. Um die (Silber-)Minen Laurions an der Küste zu schützen, wurde Athen von den Mauern in Rhamnus, Thorikos, Sounion, Anavyssos, Piräus und Eleusis geschützt.
Auch wenn diese Festungen und Mauern gebaut wurden, etablierte Attika bis ins 4. Jahrhundert v. Chr. kein Befestigungssystem.

## Kultstätten

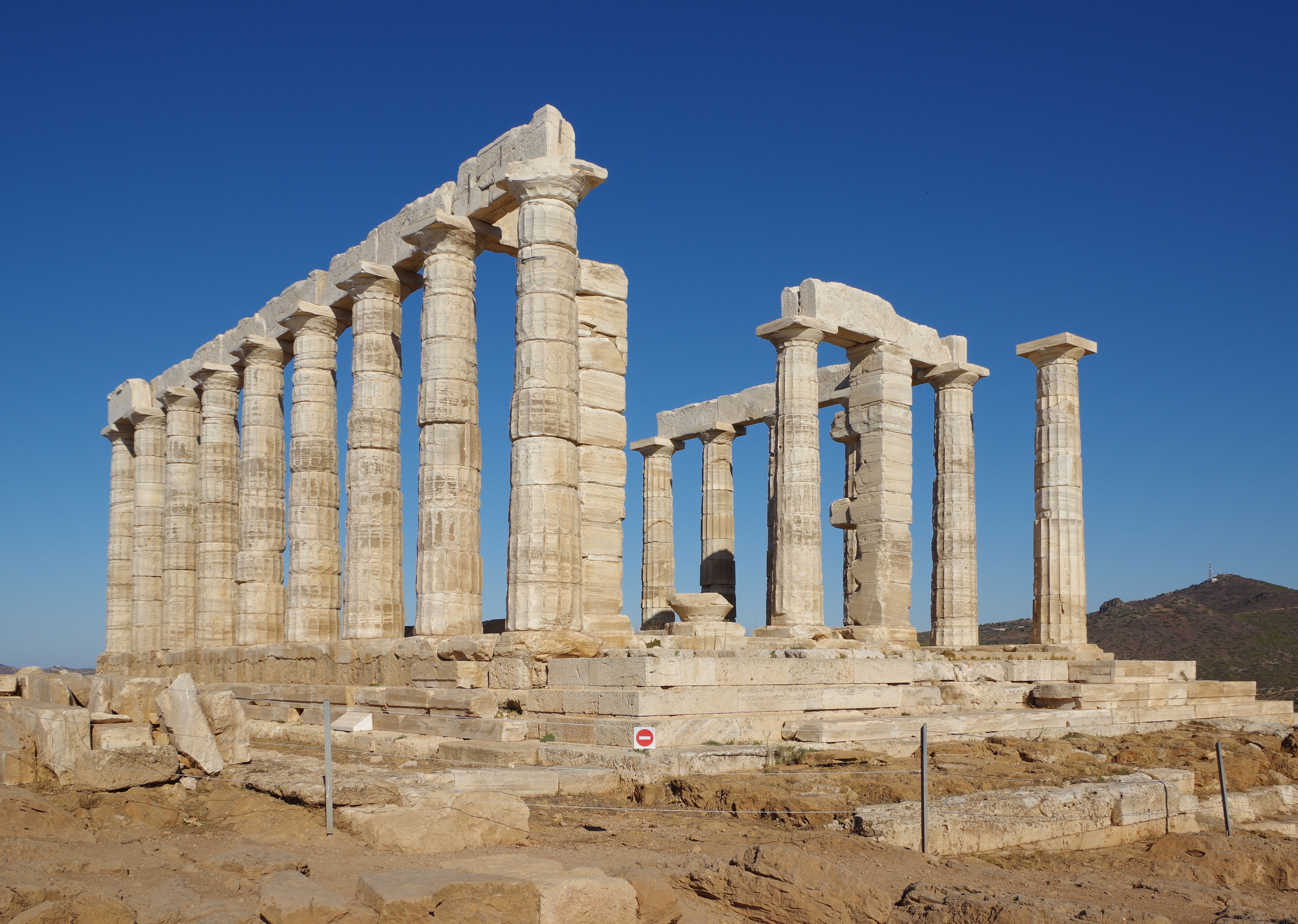
Poseidontempel bei Kap Sounion

Bereits für die Jungsteinzeit sind durch den Grabfund aus Attika Siedlungen und Rituale nachgewiesen.
Obwohl man im gesamten attischen Raum archäologische Überreste von religiöser Relevanz finden kann, befinden sich die wichtigsten dieser Funde in Eleusis. Die Verehrung der Gottheiten Demeter und Persephone (auch Kora) begann in der mykenischen Zeit und setzte sich bis in die letzten Jahre der Antike fort.
Viele andere Arten der Verehrung lassen sich in die Vorgeschichte datieren. Zum Beispiel war die Verehrung des Gottes Pan und der Nymphen in vielen Gebieten Attikas üblich. Dazu zählten Marathon, der Hymittos und die Parnitha. Der Gott des Weines Dionysos wurde vor allem in der Gegend um Ikaria verehrt. Die Iphigenie wurde in Brauron verehrt, die Artemis in Rafina, die Athene am Sounion, die Aphrodite an der „Heiligen Straße“ Hiera Hodos, Apoll in Daphne. Weitere Heiligtümer waren das der Athene auf der Akropolis und der Poseidontempel.

## Landwirtschaft und Flora
Aufgrund der Geographie Attikas war die Landwirtschaft in dieser Region kleinstrukturiert, das heißt viele Grundbesitzer besaßen mehrere, nicht zusammenhängende Flächen, was wiederum darauf schließen lässt, dass viele Grundstücke an Kleinbetriebe verpachtet wurden. Aufgrund dieser Einschränkung war es schwer möglich Sklaven einzusetzen, da sich deren Beaufsichtigung bei den nötigen Transportarbeiten als sehr aufwendig erwies.
Neben wenigen großen Fruchtlandebenen dominierten kleine Täler das Landschaftsbild. Weiter erschwert wurde die Bewirtschaftung der Flächen durch den trockenen, steinigen Boden. Gerade die erosionsgefährdeten Hangflächen und die Notwendigkeit von Terrassen verhinderten die rentable Bewirtschaftung durch landwirtschaftliche Großbetriebe.
Der Fokus der Produktionsweise in der bäuerlichen Landwirtschaft lag auf der Selbstversorgung. Zudem waren als Arbeitskräfte meist nur Familienmitglieder verfügbar. Diese zwei Faktoren führten dazu, dass die Wirtschaftsleistung in diesem Bereich stagnierte. Die Bauern schränkten ihre Ansprüche so weit wie möglich ein, um ihre freie Existenz zu sichern. Denn hätten sie ihr Land nicht mehr halten können, wären sie vermutlich zum Lohnarbeiter bzw. Söldner geworden.
Die Entstehung der Pflanzenart Crocus sativus, aus dem Safran, das teuerste Gewürz der Welt gewonnen wird, kann durch pflanzengenetische Untersuchungen in Attika lokalisiert werden.